# Markus Ketterer
Temple de la renommée finlandais : 2005
Markus Ketterer (né le 23 août 1967 à Helsinki en Finlande) est un joueur professionnel finlandais de hockey sur glace devenu entraîneur. Il évoluait au poste de gardien de but.

## Biographie

### Carrière en club
En 1985, il commence sa carrière en senior avec le Jokerit dans la SM-liiga. Il remporte le titre national en 1989, 1990, 1991 avec le TPS Turku. Il le conserve en 1992 avec le Jokerit. Il est choisi au cinquième tour, en cent-septième position par les Sabres de Buffalo lors du repêchage d'entrée dans la LNH 1992. De 1993 à 1995, il part en Amérique du Nord et est assigné aux Americans de Rochester, club ferme des Sabres dans la Ligue américaine de hockey. Il ajoute à son palmarès l'Elitserien 1997 avec le Färjestads BK. Il met un terme à sa carrière en 1999.

### Carrière internationale
Il représente la Finlande en sélection senior. Il est champion du monde junior 1987. Il a remporté la médaille d'argent au Championnat du monde 1992. Il participe aux Jeux olympiques de 1992.

## Trophées et honneurs personnels

### SM-liiga
- 1991 : remporte le Trophée Urpo-Ylönen.

### Championnat du monde
- 1991 : nommé meilleur gardien.
- 1992 : nommé dans l'équipe d'étoiles.